# Antidesma kunstleri
Antidesma kunstleri är en emblikaväxtart som beskrevs av Andrew Thomas Gage. Antidesma kunstleri ingår i släktet Antidesma och familjen emblikaväxter. Inga underarter finns listade i Catalogue of Life.